# OR2T34
OR2T34 (англ. Olfactory receptor family 2 subfamily T member 34) – білок, який кодується однойменним геном, розташованим у людей на короткому плечі 1-ї хромосоми.  Довжина поліпептидного ланцюга білка становить 318 амінокислот, а молекулярна маса — 35 681.
| 10         |  | 20         |  | 30         |  | 40         |  | 50         |
| ---------- |  | ---------- |  | ---------- |  | ---------- |  | ---------- |
| MCSGNQTSQN |  | QTASTDFTLT |  | GLFAESKHAA |  | LLYTVTFLLF |  | LMALTGNALL |
| ILLIHSEPRL |  | HTPMYFFISQ |  | LALMDLMYLC |  | VTVPKMLVGQ |  | VTGDDTISPS |
| GCGIQMFFHL |  | TLAGAEVFLL |  | AAMAYDRYAA |  | VCRPLHYPLL |  | MNQRVCQLLV |
| SACWVLGMVD |  | GLLLTPITMS |  | FPFCQSRKIL |  | SFFCETPALL |  | KLSCSDVSLY |
| KMLTYLCCIL |  | MLLTPIMVIS |  | SSYTLILHLI |  | HRMNSAAGRR |  | KALATCSSHM |
| IIVLLLFGAS |  | FYTYMLRSSY |  | HTAEQDMMVS |  | AFYTIFTPVL |  | NPLIYSLRNK |
| DVTRALRSMM |  | QSRMNQEK   |  |            |  |            |  |            |

A: Аланін

C: Цистеїн

D: Аспарагінова кислота

E: Глутамінова кислота

F: Фенілаланін

G: Гліцин

H: Гістидин

I: Ізолейцин

K: Лізин

L: Лейцин

M: Метіонін

N: Аспарагін

P: Пролін

Q: Глутамін

R: Аргінін

S: Серин

T: Треонін

V: Валін

W: Триптофан

Кодований геном білок за функціями належить до рецепторів, g-білокспряжених рецепторів, білків внутрішньоклітинного сигналінгу. 
Локалізований у клітинній мембрані.